# ورزشگاه جدید ویورو
ورزشگاه جدید ویورو (به اسپانیایی: Estadio Nuevo Vivero) با ظرفیت ۱۴٬۵۰۰ نفر یکی از ورزشگاه‌های فوتبال کشور اسپانیا است که در شهر باداخوس ایالت اکسترمادورا واقع شده‌است. این ورزشگاه در سال ۱۹۹۸ بازگشایی شد و در حال حاضر بازی‌های خانگی باشگاه فوتبال باداخوس در آن برگزار می‌گردد.